# Васильева, Юлия Олеговна
Юлия Олеговна Васильева (род. 6 сентября 1978, Москва) — российская синхронистка, заслуженный мастер спорта (2000), олимпийская чемпионка (2000).
Окончила Российскую государственную академию физической культуры. Выступает за ФСО профсоюзов «Россия» (Москва). В сборную команду России вошла в 1998 году. Чемпионка Олимпийских игр 2000 года в групповых упражнениях. Чемпионка Европы 1999 и 2000, обладательница Кубка Европы 1998 и Кубка мира 1999. Победительница Игр Доброй воли 1998 в групповых упражнениях.